# 迈阿密-戴德县
邁阿密-戴德縣（英語： /maɪˈæmi ˈdeɪd/）是位于美国佛罗里达州東南部的一个县。根据2020年美国人口普查数据，该县人口为2,701,767人，是佛罗里达州人口最多的县，也是美国人口第七多的县。迈阿密-戴德县的土地面积位列佛罗里达州第三大，面积为1,946平方英里（5,040平方公里），超过了特拉华州和罗得岛州的面积。县治位于迈阿密，这是美国第九大和全球第65大都市圈的核心，该都市圈在2020年人口为6,138,000人，超过了美国50个州中的31个州。
截至2022年，迈阿密-戴德县的国内生产总值为1845亿美元，是佛罗里达州内生产总值最高的县，在全美3033个县级行政区中排名第14位。位于比斯坎湾的迈阿密港是世界上最大的客运港口，于2018年创下了550万乘客的世界纪录。此外，该县的迈阿密国际机场是美国第三大的国际旅客机场，也是美国最大的国际货运机场。该县拥有多所大学和学院，包括佛罗里达国际大学（全美最大的公立大学之一）和位于科勒尔盖布尔斯的迈阿密大学（美国顶尖私立研究型大学之一）。
迈阿密-戴德县的拉丁裔人口比例较高，据2020年统计，该县是全美拉丁裔人口最多的县。该县下辖34个建制城市及许多非建制地区。该县北部、中部和东部地区高度城市化，沿海地区高楼林立，包括位于迈阿密市中心的迈阿密中央商务区。南部地区的雷德兰和霍姆斯特德区域组成了该县的农业经济地区。农业区雷德兰约占迈阿密-戴德县有人居住土地面积的三分之一，与北部地区人口密集的城市区域形成鲜明对比。迈阿密-戴德县境内有部分面积为国家公园，包括位于该县西部的大沼泽地国家公园，以及位于比斯坎湾以东的比斯坎国家公园及比斯坎湾海洋保护区。

## 历史

### 印第安时期
在今天迈阿密地区发现的最早美洲原住民定居证据可追溯到大约12,000年前，当时居民聚居点生活在迈阿密河两岸范围，主要村落集中于北岸。这些原住民最初以追逐猛犸象和野牛等大型动物维生，随着这些大型动物的灭绝，人们开始捕猎较小的动物，同时以鱼类和贝类为食。在欧洲人发现佛罗里达之时，这里的居民是德贵斯塔人，他们控制了佛罗里达州东南部的大部分地区，包括现今的迈阿密-戴德县、布劳沃德县和棕榈滩县南部。特克斯塔人以捕鱼、狩猎以及采集植物的果实和根茎为生，同时也从事一定的农业活动，现今位于迈阿密市中心的迈阿密圆环便是特克斯塔人的残存建筑。

### 殖民地时期
1513年，胡安·庞塞·德莱昂的舰队进入比斯坎湾访问了该地区，他的航海日志记录了他到达了“Chequescha”，这是“Tequesta”的一种变体，这也是迈阿密的第一个有历史记载的名称，但不确定他是否登岸或与当地居民接触过。1566年，西班牙海军上将佩德罗·梅嫩德斯·德·阿维莱斯及其随从登陆这一地区，当时他们正在寻找在前一年海难失踪的阿维莱斯儿子，因此他们访问了德贵斯塔人的定居点。1567年，西班牙士兵在神父弗朗西斯科·比利亚雷亚尔（Francisco Villarreal）的带领下，在迈阿密河口建立了一座耶稣会传教站，但由于当地人的敌意和蚊虫的困扰，他们很快被迫撤离。在接下来的250年里，西班牙控制了佛罗里达，带来了现代武器和疾病，例如天花，这最终导致特克斯塔人的消失。
1762年，古巴哈瓦那在七年战争期间被英国远征军占领。1763年，西班牙同意将其位于佛罗里达的领土割让给战胜国大不列颠王国，以换取对哈瓦那的控制权。1770年代，英属北美十三个殖民地与大不列颠王国之间的关系持续紧张，最终在1775年爆发美国独立战争。1783年，英国和美国签署了《巴黎条约》，英国承认北美十三个殖民地独立，同时英国并与法国和西班牙签订了附带的《凡尔赛条约》。作为战败国，英国将东佛罗里达和西佛罗里达归还给西班牙。
19世纪初，随着美国势力范围继续向南推进，美国与塞米诺尔人之间产生了越来越多摩擦；同时，第一批永久的欧洲定居者到来这片土地。一些来自巴哈马的居民为了寻找搁浅在佛罗里达珊瑚礁的沉船上的宝藏而来到南佛罗里达和佛罗里达礁岛群，部分来自巴哈马的家庭接受了西班牙的土地赠予，开始在迈阿密河沿岸定居并开垦土地。同一时期，塞米诺尔人以及一些逃亡的奴隶也迁入了该地区。西班牙在拿破仑战争后国力大不如前，越来越无力支撑佛罗里达的统治。1821年，西班牙以500万美元的价格将佛罗里达出售给了美国。

### 塞米诺尔战争
1822年3月30日，美国国会将东佛罗里达和西佛罗里达的一部分合并为佛罗里达领地。虽然佛罗里达已经成为了美国的国土，但与当地塞米诺尔人的冲突并未平息，随着越来越多白人移民涌入佛罗里达，严重冲击塞米诺尔人的生存空间，双方之间的矛盾日益凸显。1830年，美国国会通过印第安人迁移法案，标志着美国对印第安人的政策从剿抚兼施转向强制迁移。不少塞米诺尔人选择与政府对抗到底。紧张局势不断升级，1835年的戴德大屠杀引发了第二次塞米诺尔战争，威廉·哈尼少校（William S. Harney）率领多次袭击对抗印第安人。当时大多数非印第安居民是驻扎在迈阿密河畔达拉斯堡的士兵。
1836年2月4日，戴德县根据美国领地法案成立，以在1835年第二次塞米诺尔战争中阵亡的弗朗西斯·L·戴德少校命名，戴德阵亡的地点后来成为了戴德战场州立历史公园。最初，该县计划命名为平克尼县（Pinckney County），以纪念来自南卡罗来纳州的政治家和外交家托马斯·平克尼。该县的“创始之父”理查德·菲茨帕特里克（Richard Fitzpatrick）本人来自南卡罗来纳州，因此更倾向于此名称。然而，当塔拉哈西收到有关戴德大屠杀的消息时，领地立法委员会将戴德的名字加入到建立新县的法案中。。
在成立时，戴德县的范围包括现在的棕榈滩县、布劳沃德县、巴伊亚宏达岛以北的佛罗里达礁岛群，以及现在的迈阿密-戴德县的土地。县治最初位于佛罗里达礁岛群的印第安礁。1842年第二次塞米诺尔战争结束，仅余几百名塞米诺尔人留在佛罗里达西南部的大沼泽地。这是美国历史上最惨烈的印第安战争，迈阿密地区的人口几乎在战争中完全丧失。战后，威廉·哈尼的侄子威廉·英格利希重建了其叔叔在迈阿密河沿岸开始的种植园，他在迈阿密河南岸规划了迈阿密村（Village of Miami）。1844年，县治迁至迈阿密。根据1850年的人口普查显示，当时该地区只有96名居民。
1866年，从拉哥岛到巴伊亚宏达岛的礁岛群被划归门罗县。1888年，县治迁至靠近现今朱诺海滩的朱诺，1899年又迁回迈阿密。1909年，棕榈滩县从当时的戴德县北部分离出去；1915年，棕榈滩县和戴德县各贡献了几乎相等的土地，组成了现在的布劳沃德县。从1915年以来，该县的边界没有发生重大变化。

### 宅地法的推动
1862年，即美国南北战争的第二年，美国联邦政府通过了《宅地法》，这一法律为愿意前往荒地开拓新生活的移民提供了重要机会。由于当时迈阿密地区土地价值较低，政府以此吸引人们搬迁到这片土地。根据《宅地法》，定居者可以申请640英亩土地，但必须在土地上建造房屋并种植农作物。最早定居在这片土地上的人包括农民、牧场主以及参与过美墨战争的士兵。他们通过种植庄稼和饲养牲畜谋生，但无法出售土地，只能缴纳政府税金。1853年，宅地财产税实施后，政府允许定居者出售土地。这一变化吸引了更多人来到该地区，带动了土地交易和商业活动，成为迈阿密早期发展的起点。

### 铁路加速城市化进程
1890年代，铁路的修建成为迈阿密发展史上的转折点。朱莉娅·斯特图尔特·塔特尔是迈阿密河北岸640英亩土地的拥有者，她多次尝试说服石油大亨亨利·弗拉格勒将他的佛罗里达东海岸铁路从棕榈滩延伸至迈阿密，但都未能成功。直到1894年末到1895年初的大寒潮摧毁了棕榈滩以北的柑橘作物，塔特尔抓住机会寄给弗拉格勒一枝带绿叶和白花的橙树枝，证明迈阿密的气候适宜种植柑橘，并提出用她一半的土地换取铁路延伸、酒店建设和城市规划的条件。最终，弗拉格勒同意了这一提议。1896年4月15日，第一列佛罗里达东海岸铁路列车抵达迈阿密。铁路的到来让迈阿密迅速从一个小村庄发展为一座真正的城市，人口从1895年的260人增长至1900年的1681人。同年，弗拉格勒在塔特尔赠予的土地上建造了皇家棕榈酒店，进一步促进了当地旅游业的发展。

### 房地产泡沫危机
1920年代，迈阿密进入房地产开发的黄金时期。佛罗里达房地产泡沫始于1921年，一直持续到1926年。这一时期迈阿密的建筑业快速发展，新屋兴建数量飙升。在1923年4月至7月的几个月内，当地政府就批准了价值570万美元的建筑许可证；到1924年8月，一个月内就批准了价值400万美元的建筑许可证；顶峰出现在1925年10月，当月大迈阿密地区发放了破纪录总值1580万美元的建筑许可证。当时每个投资者都狂热地购买房产，籍着地产升浪并迅速抛售赚取利润实现快速周转，有时买家甚至根本没有足够资金支付土地全部费用，他们只有足够的钱支付保证金，并寄望于地价持续上涨。在楼市繁荣的这几年内，这个快速发展的城市建造了许多新社区，发展最快的社区之一是建于1924年的迈阿密肖尔斯，该地区占地2500英亩，当时有12,000个建筑工地，新屋开盘的第一天销售额就超过250万美元。
然而，这一时期的繁荣背后隐藏着重重隐患。1925年10月，鉴于建筑材料需求已经严重影响到其他民生必需品的运输，在佛州营运的海岸快线铁路、佛罗里达东海岸铁路、大西洋海岸线铁路宣布禁运措施，暂停建筑材料运输业务，只允许食品、燃料、易腐烂物品和其他民生必需品经由铁路运输。1926年1月10日，普林兹·瓦尔德玛号帆船在迈阿密港口搁浅并侧翻，堵塞了港口长达25天。这两个事件严重影响了建筑材料的运输，导致大量地产项目延误、新屋交付进度落后预期，房地产商的资金链开始断裂。同年9月19日，强烈飓风吹袭了迈阿密，飓风在迈阿密的风速达到每小时120英里，在迈阿密海滩则达到每小时125英里，造成超过2000栋房屋被毁、3000栋房屋受损，经济损失估计高达2000万美元，进一步将佛罗里达经济推向低谷，使其在1929年华尔街股灾引发全国经济大萧条之前的四年就提前进入了“佛罗里达大萧条”。

### 二战期间的角色和贡献
在第二次世界大战期间，迈阿密-戴德县凭借其平坦的地形、宽阔的水域以及温和的气候，陆军和海军在此建立了多个大型训练基地，使迈阿密成为战争时期的重要军事中心。迈阿密海滩成为美国陆军航空兵团的重要训练中心。当时，许多士兵居住在如今著名的装饰艺术区中的酒店和公寓内。这些设施被用作技术培训的场所，同时士兵们也在城市的高尔夫球场和其他区域接受训练。当时的迈阿密港位于今天的莫里斯·费雷公园所在地，是海军和潜艇追击训练学校的驻地。在迈阿密港以南的几条街外，海湾公园成为海军人员的休闲娱乐场所。两个街区之外的阿尔弗雷德·I·杜邦大楼成为海军的海湾前线司令部，负责追踪德国潜艇在附近水域的动向。
当时又称为36街机场的泛美机场，成为了迈阿密陆军航空场和迈阿密航空站总部的所在地，负责将乘客与货物运送至南半球，同时向北非戰場的英国军队运送弹药。位于戴德县南部的里士满海军航空站是另一个重要的设施，专门用于容纳美军的巨型飞艇，这些飞艇负责在墨西哥湾和大西洋上空巡逻并寻找德国潜艇。这个基地由三个巨型机库组成，是当时世界上最大的航空器维修设施。除此之外，迈阿密河变得格外繁忙。当地造船厂如米瑞尔-史蒂文斯船厂和迈阿密造船公司肩负着重要任务，前者负责将私人游艇改造成海军支援舰艇，而后者则建造了用于快速营救坠落飞行员的PT艇，这些船舶建成后通常会组成船队，从船厂驶入比斯坎湾进行试航和训练。

### 战后人口增长与城市扩张
第二次世界大战结束后，迈阿密-戴德县经历了显著的人口增长和经济发展。这一时期，来自美国各地和西半球其他国家的大量移民，尤其是来自古巴和海地的移民，使佛罗里达州成为全美人口第三大州。战后，南佛罗里达逐渐恢复其四季皆宜的度假胜地形象，许多士兵选择回到迈阿密定居，他们的回归和大量新移民共同推动了该地区的繁荣发展。许多退伍军人利用《美国军人权利法案》进入迈阿密大学就读，导致学校招生人数激增，为此学校不得不迅速扩建以满足需求。同时，迈阿密城市发展迅速向郊区扩张，短时间内兴建了大量住宅以满足日益增长的人口需求，据统计在这一时期平均每七分钟就有一栋新屋建成。人口增长伴随着交通和旅游业的快速发展。交通基础设施的改善，包括高速公路的扩建和迈阿密国际机场的建立，使得迈阿密成为通往拉丁美洲和加勒比地区的北美门户。此外，空调的普及和蚊虫控制的进步，以及以色列商人特德·阿里森创立的诺唯真邮轮公司，进一步推动了旅游业的发展。佛罗里达州特别是迈阿密，成为东北部和中西部寒冷地区游客的避冬胜地。
1959年古巴共产主义政权建立后，大量古巴移民涌入迈阿密。第一批移民主要是受过良好教育的中产阶级人士，他们在古巴曾拥有成功的事业和生意。这些移民带来的商业才能和专业知识，不仅填补了中产阶级向郊区搬迁后留下的城市空缺，还在很大程度上重振了迈阿密的经济。
1960年代，迈阿密成为中情局筹备推翻卡斯特罗政权的重要活动中心。1965年“自由航班”的实施，使得约15万名古巴移民来到迈阿密及其周边地区。这些移民的到来进一步改变了迈阿密的社会结构，使其逐渐成为一个具有浓厚拉丁美洲文化氛围的城市。
除了古巴移民外，迈阿密还吸引了来自其他拉丁美洲和加勒比地区的移民。1980年代，大量来自多米尼加共和国、尼加拉瓜等地的移民使迈阿密成为新一代的“埃利斯岛”。与此同时，戴德县的西班牙语人口快速增长，这一变化引发了一些社会紧张关系，导致部分犹太人口搬迁至北部的布劳沃德县和棕榈滩县。进入1990年代，海地移民的大量涌入进一步丰富了迈阿密的多元文化特性。至1962年，迈阿密-戴德县的人口已突破一百万，现代都市社区的多民族、多文化格局逐渐形成。
1992年8月24日，飓风安德鲁以破坏性的力量吹袭了迈阿密-戴德县南部地区，包括霍姆斯特德、肯德尔和卡特里奇。这一飓风是美国历史上第三大经济损失的自然灾害，损失超过250亿美元，受灾最严重的地区在多年后才逐渐恢复。直到2005年飓风卡特里娜袭击墨西哥湾地区之前，飓风安德鲁一直是美国历史上代价最高的自然灾害。

### 更改县名的历史与争议
迈阿密-戴德县的更名历史是一段充满争议和多次尝试的过程。迈阿密-戴德县原名为戴德县。从1950年代开始，随着南佛罗里达地区的发展以及迈阿密作为国际中心地位的崛起，更名的呼声逐渐出现。然而在1958年、1963年、1976年、1984年和1990年的更名公投均以压倒性失败告终  。例如，1994年的公投提议将县名更改为“大都会迈阿密-戴德县”（Metropolitan Miami-Dade County），但以13%支持、87%反对的结果大比数落败。这些失败反映出选民对更名一事缺乏兴趣，认为改名没有必要。然而，随着迈阿密在国际声誉上的提升，当地的商业领袖和政府官员再次将更名提上日程。他们希望通过加入“迈阿密”这个更具标志性的名称，吸引更多的企业投资、旅游活动以及国际关注。
1996年，年轻的古巴裔民主党人亚历克斯·佩内拉斯当选戴德县县长。他上任后将推动更名列为重要议程，认为这一举措将有助于吸引商业投资和促进县域经济发展。1997年11月13日，县政府非常低调地发起更名公投，将其与迈阿密、海厄利亚和迈阿密海滩的市长和市议会选举同时进行，商界筹集了约九万美元用于宣传，广告主要集中在西班牙语和黑人电台播放，避免引发重大争议。同时，过去一贯反对更名的《邁阿密先鋒報》此次选择支持更名提案，认为即使更名未必带来明显好处，也不会造成损害。最终，更名提案以微弱的4%优势通过，成为佛罗里达州建州以来首次成功的县名更改，提案获得通过其中一个原因是极低的投票率，仅有13%的选民参与，而其中只有10%的人在选票上选择对更名提案投票。更名提案的通过很大程度上依赖于迈阿密、海厄利亚和迈阿密海滩三座城市的选民参与，这三座城市的投票率在30%~35%之间，而其他地区的投票率仅为6%。虽然更名提案最终获得通过，但公众对其反应较为平淡，公投结果令许多选民感到意外，许多人甚至在事后才知道公投的存在；而商业界则对结果感到欣喜，认为“迈阿密”这一名称能够增强地区的国际吸引力。

## 地理

### 地理特征
迈阿密-戴德县位于美国佛罗里达州东南部，与西棕榈滩的距离为68英里，与劳德代尔堡的距离为30英里。根据美国人口普查局的数据，该县总面积为2,431平方英里（6,300平方公里），其中陆地面积为1,898平方英里（4,920平方公里），水域面积为533平方英里（1,380平方公里），占总面积的21.9%。迈阿密-戴德县是佛罗里达州陆地面积第三大、总面积第二大的县。迈阿密-戴德县的地势非常低平，平均海拔仅约6英尺（1.8米）。这种低海拔地形使该地区易受海平面上升的影响，同时也塑造了当地的生态环境。
迈阿密-戴德县的水域主要分布在比斯坎湾及其周边的大西洋水域。比斯坎湾与大西洋之间被沿海的多个屏障岛隔开，其中最著名的屏障岛之一是迈阿密海滩。迈阿密海滩不仅是南海滩社区的所在地，还以其标志性的装饰艺术区闻名于世。此外，佛罗里达礁岛群也从迈阿密-戴德县向南延伸成弧形。这片岛屿群虽然大部分属于邻近的门罗县，但其交通入口位于迈阿密-戴德县，使该县成为通往佛罗里达群岛的重要门户。
从地质学角度来看，迈阿密-戴德县的地形较为年轻，位于佛罗里达台地的东缘。这个台地在数百万年前形成，是由碳酸盐岩（如石灰岩）沉积构成的。县的东部主要由鲕粒灰石灰岩组成，而西部则主要由苔藓虫石灰岩构成。这些地质特征反映了该地区从第四纪逐渐形成并吸引动植物群落定居的历史。

### 气候
迈阿密-戴德县全年享有热带气候，阳光充足，温暖宜人。夏季炎热潮湿，气温通常达到90°F（32°C）；冬季则温和少寒，气温很少低于华氏60°F（16°C）。由于其地处佛罗里达州海岸，迈阿密-戴德县的降雨量全年较高，尤其在夏季，降水量更为显著。迈阿密-戴德县的年平均降雨量为61英寸，远高于美国平均降雨量的38英寸。全年平均有131天降水，包含雨、雪、冰雹等形式（至少需达到0.01英寸的降水量才会被计入统计）。迈阿密-戴德县每年平均有249个晴天，高于美国平均的205个晴天。夏季（7月）最高气温可达90°F（32°C）左右。冬季（1月）气温可低至59°F（15°C），冬季气候温和舒适。
由于位于佛罗里达州东南部沿海，迈阿密-戴德县经常面临飓风威胁。每年的大西洋飓风季可能带来强风和暴雨，对基础设施造成破坏，但当地居民已形成一定的应对措施和防灾习惯。除此之外，随着气候变化和城市化的影响，迈阿密-戴德县的极端高温天气逐年增加。自1970年以来，每年气温高于90°F（32°C）的天数从84天增加至133天，预计未来这一数字将继续上升。极端高温会增加人体调节温度的负担，可能导致中暑、脱水，甚至死亡。为应对这种趋势，迈阿密-戴德县正在通过公共教育、政策和社区合作来应对高温对健康的威胁。

### 行政区划
迈阿密-戴德县是佛罗里达州人口最多的县之一，该县有34个建制地区、37个普查规定居民点以及十多个未建制区域。
迈阿密-戴德县的34个建制地区包括19个城市（Cities）、6个镇（Towns）和9个村庄（Villages）。虽然这些区域名称有所不同，但根据佛罗里达州的法律，城市、镇和村庄在法律地位上没有区别。每个建制地区都有独立的地方政府，负责提供城市服务，例如建筑许可审批、执法和区域规划等。其中，迈阿密市是最大的市政辖区，紧随其后的是海厄利亚、迈阿密花园、迈阿密海滩、北迈阿密和科勒尔盖布尔斯。以下是迈阿密-戴德县的34个建制地区：
- 阿文图拉
- 巴尔港
- 港口湾群岛
- 比斯坎帕克
- 科勒尔盖布尔斯
- 卡特勒湾
- 多拉
- 艾尔波特
- 佛罗里达城
- 金沙滩
- 海厄利亚
- 海厄利亚花园
- 霍姆斯特德
- 印第安溪
- 比斯坎礁岛
- 梅德利
- 迈阿密
- 迈阿密海滩
- 迈阿密加登斯
- 迈阿密湖
- 迈阿密海岸
- 迈阿密温泉
- 北湾村
- 北迈阿密
- 北迈阿密海滩
- 奥帕洛卡
- 帕尔梅托湾
- 松岭
- 南迈阿密
- 阳光岛海滩
- 冲浪城
- 斯威特沃特
- 弗吉尼亚花园
- 西迈阿密

未建制区域是迈阿密-戴德县中不属于任何建制市政辖区的地方。这些区域由县政府直接管理，并提供必要的公共服务。值得注意的是，未建制区域的人口加起来超过一百万。如果将这些区域设为一个城市，它将成为佛罗里达州最大的城市之一。这些未建制区域的边界比较松散，可能相互重叠，也可能与人口普查指定地点重叠。以下是迈阿密-戴德县主要的非建制地区社区：
- 库珀敦
- 蛙城
- 艾伦迪亚
- 小盖布尔斯
- 高松
- 彭苏科
- 彼得斯
- 庞斯-戴维斯
- 雷德兰
- 银棕榈
- 西区
- 西肯德尔

除了建制地区和未建制区域外，迈阿密-戴德县还有37个普查规定居民点。这些地区在统计上被划分出来，便于收集和分析人口数据，但并不具有独立的市政政府。以下是根据2020年美国人口普查指定的人口普查规定居民点：
- 布朗斯维尔
- 珊瑚台
- 乡村俱乐部
- 乡村步道
- 费舍尔岛
- 芳登堡
- 格雷德维尤
- 格伦瓦尔高地
- 金色格雷兹
- 古尔兹
- 霍姆斯特德基地
- 艾夫斯庄园
- 肯德尔湖
- 肯德尔
- 肯德尔西
- 休闲城
- 纳兰哈
- 奥贾斯
- 奥林匹亚高地
- 棕榈泉北
- 棕榈庄园
- 派恩伍德
- 普林斯顿
- 里士满高地
- 里士满西
- 南迈阿密高地
- 日落
- 塔米亚米
- 交叉口
- 哈莫克斯
- 三湖
- 大学园
- 小河西
- 西佩里尼
- 韦斯特彻斯特
- 西景
- 韦斯特伍德湖

## 人口

### 人口结构
| 调查年                                                        | 人口      | 备注   | %±     |
| ------------------------------------------------------------- | --------- | ------ | ------ |
| 1840                                                          | 446       |        | —      |
| 1850                                                          | 159       |        | −64.3% |
| 1860                                                          | 83        |        | −47.8% |
| 1870                                                          | 85        |        | 2.4%   |
| 1880                                                          | 257       |        | 202.4% |
| 1890                                                          | 861       |        | 235.0% |
| 1900                                                          | 4,955     |        | 475.5% |
| 1910                                                          | 11,933    |        | 140.8% |
| 1920                                                          | 42,753    |        | 258.3% |
| 1930                                                          | 142,955   |        | 234.4% |
| 1940                                                          | 267,739   |        | 87.3%  |
| 1950                                                          | 495,084   |        | 84.9%  |
| 1960                                                          | 935,047   |        | 88.9%  |
| 1970                                                          | 1,267,792 |        | 35.6%  |
| 1980                                                          | 1,625,781 |        | 28.2%  |
| 1990                                                          | 1,937,094 |        | 19.1%  |
| 2000                                                          | 2,253,362 |        | 16.3%  |
| 2010                                                          | 2,496,435 |        | 10.8%  |
| 2020                                                          | 2,701,767 |        | 8.2%   |
| 2023年估计                                                    | 2,686,867 | [ 34 ] | −0.6%  |
| U.S. Decennial Census 1840–1970 1980 1990 2000 2010 2020 2022 |           |        |        |

迈阿密-戴德县是佛罗里达州人口最多的县。根据2020年美国人口普查数据，该县总人口约为2,701,767人，比2010年的2,496,435人增长了8.2%。然而，近年来人口增长速度放缓，甚至在2022年和2023年出现了小幅下降，预计未来几年可能会继续趋于稳定或略有减少。这一趋势可能受到住房成本上涨、生活费用提高以及移民模式变化的影响。迈阿密-戴德县的人口结构呈现出拉丁裔占主导、多族裔融合、人口老龄化加剧、移民比例较高等特点。
在种族和族裔结构方面，拉丁裔是该县的主要族群，占总人口的69.1%，远高于佛罗里达州整体的 27.1%。其中，古巴裔美国人约占25.2%，是最大的族裔群体，其次是哥伦比亚裔（3.7%）、委内瑞拉裔（3.7%）、海地裔（2.9%）和尼加拉瓜裔（2.8%）。非拉丁裔白人仅占 13.9%，而非拉丁裔黑人或非裔美国人占16.9%，亚裔人口占比相对较低，仅1.8%，但在过去十年间有所增长。这种人口结构的变化反映了迈阿密-戴德县在文化、语言和社会互动上的多元融合，使其成为全美最具国际化特征的城市之一。
从年龄分布来看，该县正面临日益显著的人口老龄化趋势。65岁及以上的老年人口比例从2010年的14.1%增加到2020年的17.2%，预计未来这一比例还将继续上升。同时，18岁以下人口的比例则下降至19.4%，这表明该地区的生育率可能有所下降，而年轻人口流失现象也值得关注。迈阿密-戴德县的年龄中位数为41岁，比佛罗里达州整体（42岁）略低，但仍高于全国平均水平。
经济方面，根据2018年至2022年美国社区调查，该县的家庭年收入中位数为64,215，低于佛罗里达州的 $67,917。大约15.3%的居民生活在贫困线以下，高于佛罗里达州整体的12.9%，这表明该县虽然经济发达，但仍然存在较大的贫富差距。根据美国统计局2019年至2022年数据，该县的住房自有率为52.2%，低于佛罗里达州的66.2%。与此同时，房屋的中位数价值为425,400美元，相比2010年的205,000美元大幅上涨，高昂的房价和租金使得许多中低收入家庭面临更大的经济压力。
语言环境方面，迈阿密-戴德县是全美双语化程度最高的地区之一。66.5%的居民在家主要讲西班牙语，而仅24.9%的人口以英语为母语。此外，4.9%的居民讲海地克里奥尔语。大约54.6%的居民在家中不讲英语，这一比例远高于佛罗里达州整体的30.6%和全国的22%。

### 宗教信仰
迈阿密-戴德县有40.6%的居民认为自己具有宗教信仰，而这一比例在过去十年中有所增长。2010年，约40%的居民与某个宗教团体有联系，而到2020年，这一比例上升至52%，成为全美少数几个宗教信仰比例增长的主要大城市地区之一。在全美人口超过200万的16个县中，迈阿密-戴德县是唯一一个在十年间宗教信仰增长超过10%的地区。
在宗教构成方面，天主教徒是迈阿密-戴德县最主要的宗教群体，占比达22.4%，远高于佛罗里达州和全国的平均水平。天主教会的影响力持续增强，这种增长与拉丁美洲移民的持续流入有关，因为许多来自古巴、哥伦比亚、委内瑞拉和尼加拉瓜的移民大多信奉天主教。迈阿密-戴德县有为数不少的天主教堂，不仅为信徒提供宗教服务，还在教育、慈善和社区援助方面发挥着重要作用。
基督新教徒在迈阿密-戴德县也占有一定比例，其中5.4%的居民是浸信会信徒，0.8%属于卫理公会，1.7%属于五旬节派，0.5%是长老会成员，而路德会的比例则仅为0.3%。此外，5.9%的居民属于其他基督教派别，如非宗派基督教教会。这些教会分布广泛，从小型独立教堂到大型福音派教会。
犹太教在迈阿密-戴德县的历史悠久，曾经是该地区最重要的宗教群体之一。然而，近年来犹太人口有所下降，从2000年的6%下降至2020年的2%。尽管如此，迈阿密-戴德县仍然是佛罗里达州犹太人口第三多的地区，仅次于布劳沃德县和棕榈滩县。目前，该县约有121,000名犹太居民，主要集中在北迈阿密，特别是阿文图拉地区。全县有60多个犹太教会堂、34所犹太教育机构以及3个犹太社区中心。许多居住在美国东北部的犹太人选择在退休后搬迁到佛罗里达州，但近年来迁往迈阿密-戴德县的人数有所减少。
除基督教和犹太教外，该县还有一定数量的穆斯林和其他宗教信徒。伊斯兰教徒占比0.9%，东亚宗教（如佛教和印度教）信徒占0.2%。

## 政治

### 政府结构
1956年，佛罗里达州宪法修正案的通过，使戴德县（现迈阿密-戴德县）居民能够制定自治章程。自1957年起，有别于传统的市县合一制度，迈阿密-戴德县的政府体系采用两级联邦制治理模式（Two-tier federation），即由县级政府和市级政府组成的大都会政府体系，在维持地方自治的同时，也确保了都会地区的统一管理。在此之前，佛罗里达州的所有县都受到州宪法和州法律的统一限制，无法享有自主权。
迈阿密-戴德县共有34个（市级）建制地区，其中迈阿密市是最大的城市。市政府主要负责本辖区内的警察、消防、城市规划、建筑法规执行等基本市政服务，相关费用由城市税收承担。而县政府则负责提供具有区域性和都会性质的服务，例如灾难应急管理、机场和港口运营、公共房屋、公营医疗、公共交通、固体废物处理等，这些服务的资金来源于整个县的税收。
迈阿密-戴德县非建制地区人口约为107.4万，占该县总人口的43.6%。这些地区主要是郊区比例较多的社区，这里的居民属于非建制市政服务区（UMSA, Unincorporated Municipal Services Area），在该区域内县政府同时承担城市和县政府的双重职能，由县委员会充当其市政代表机构。UMSA居民需缴纳UMSA税，相当于城市税，以资助警察、消防、城市规划、水务等基础市政服务。而居住在建制地区的人口则无需缴纳此类税款。
迈阿密-戴德县实行“强势县长”（Strong Mayor）制度，县长由全县选民直接选举产生，任期四年，最多可连任两届。县长是行政机构的最高负责人，拥有管理县政府日常运营的权力。县长有权任命25个县政府部门的负责人，并对县委员会的决议行使否决权。如果县委员会希望推翻县长的决定，必须获得三分之二的委员支持。目前，迈阿密-戴德县的县长是丹妮拉·莱文·卡瓦，她是该县历史上首位女性县长。
迈阿密-戴德县政府的立法机构是县委员会（Board of County Commissioners），该委员会由13名委员组成，每名委员均通过无党派单一选区选举产生，任期四年，且选举采取交错进行的方式，每两年改选部分委员。居民只能投票选出自己所在选区的委员。县委员会负责制定覆盖全县的政策，并监督市政事务，同时拥有广泛的立法权力，包括设立政府部门、规范商业运作以及制定各类法规。此外，县委员会可以通过三分之二多数票推翻县长的否决决定。委员会还会选出一名主席，负责主持会议并任命立法委员会的成员。
在迈阿密-戴德县的司法体系中，县法院书记员（Clerk of Courts）是由选民直接选举产生的宪法官员，任期四年，负责管理所有法院提交的文件，并担任县委员会的书记员。同时，财产评估官（Property Appraiser）也是由选民选举产生，负责评估县内所有财产的价值，以确定税收基准，并管理相关记录和豁免政策。迈阿密-戴德县检察官办公室（County Attorney's Office）则为县政府的所有机构，包括县长、县委员会、财产评估办公室、各个部门和委员会，提供法律服务。
在行政职能方面，佛罗里达州宪法规定，每个县设有五个民选官员来监督行政管理，这五个职位分别是治安官（Sheriff）、财产评估官（Property Appraiser）、选举监督官（Supervisor of Elections）、税务官（Tax Collector）和巡回法院书记员（Clerk of the Circuit Court）。然而，直到2018年修改州宪法之前，在拥有自治权的县（如迈阿密-戴德县），选民可以决定是否将这些职位改为县政府的下属机构。迈阿密-戴德县的选民选择取消治安官、选举监督官和税务官的独立选举，使其成为县政府的直属部门。仅有法院书记员、地方检察官和公设辩护律师仍然是佛罗里达州政府的直属机构，并由选民独立选举产生，不受县政府管辖。
迈阿密-戴德县在1966年到2024年间，是佛罗里达州唯一一个没有民选治安官（Sheriff）的县，该县的执法机构是迈阿密-戴德县警察局（Miami-Dade Police Department），其长官被称为都市治安官兼警察局长（Metropolitan Sheriff and Director of Miami-Dade Police Department）；尽管其徽章上仍然标注“戴德县治安官办公室”（Sheriff's Office, Dade County, FLA.），但该职位是由县政府任命的。2018年11月6日，佛罗里达州选民通过了州宪法第十修正案，该修正案禁止县废除包括治安官在内的某些地方公职，并要求上述五个地方公职必须通过选举产生，以加强公众对执法系统的监督和参与。2024年11月5日，共和党候选人罗西·科尔德罗-斯图茨（Rosie Cordero-Stutz）成功当选迈阿密-戴德县治安官，并于2025年1月7日正式上任。这一变革标志着自1960年代以来，迈阿密-戴德县首次由民选官员担任治安管理职务，结束了长达六十年的任命制。

### 政治取向
迈阿密-戴德县在过去百年的美国总统选举中，大多数时候都支持民主党候选人。从1904年至1972年，该县几乎一直支持民主党候选人，仅在1928年、1952年、1956年和1972年因全国范围的共和党胜利而倒向共和党。在1980年和1984年，该县曾两次支持共和党候选人罗纳德·里根，并在1988年支持老布什。从1992年到2020年，该县在所有总统选举中都投给了民主党候选人，民主党在2008年和2012年连续扩大了在迈阿密-戴德县的优势，贝拉克·奥巴马平均获得59.69%的选票。2016年，希拉里·克林顿在该县赢得了63.22%的选票。然而，这种优势在2018年中期选举中开始缩小，民主党候选人比尔·尼尔森和安德鲁·吉勒姆未能复制希拉里的高支持率，导致他们在全州范围内小幅败选。2020年，乔·拜登在迈阿密-戴德县的得票率降至53.31%，仅以七个百分点的优势击败唐纳德·特朗普。这一变化主要归因于古巴裔、委内瑞拉裔和其他拉美裔美国选民对共和党的大幅度转向，使得共和党在该县的表现达到2004年以来的最佳水平。
进入2020年代后，迈阿密-戴德县的政治倾向进一步向共和党倾斜。在2022年中期选举中，共和党候选人罗恩·德桑蒂斯和馬可·魯比奧分别赢得了该县的选票。鲁比奥继2010年后，再次在迈阿密-戴德县获胜。而在2024年总统选举中，特朗普在该县以较大优势获胜，使他成为自1988年老布什以来首位赢得该县的共和党总统候选人。这一变化受到了迈阿密-戴德县大量古巴裔选民的影响，同时佛罗里达州作为特朗普的居住地也为他带来了额外的支持。同年，共和党参议员里克·斯科特在该县获胜，这是他在2018年选举失败后首次赢得该县的选票。
在州长选举方面，迈阿密-戴德县的选民倾向于民主党，但也有例外。该县在1998年和2002年支持了共和党州长傑布·布希。从2006年到2018年，共和党候选人在该县的州长选举中均未能获胜。然而，这一趋势在2022年被打破，共和党州长罗恩·德桑蒂斯赢得了该县的选票，成为自2002年杰布·布什之后首位在迈阿密-戴德县获胜的共和党州长。
目前，迈阿密-戴德县在美国众议院的代表主要为共和党人，包括第27选区的玛丽亚·埃尔维拉·萨拉查、第28选区的卡洛斯·希梅内斯和第26选区的马里奥·迪亚斯-巴拉特。民主党方面，仅有第24选区的弗雷德里卡·威尔逊代表该县。

## 经济
迈阿密-戴德县是佛罗里达州经济最发达的地区之一。2023年，该县的国内生产总值达到2190亿美元，占佛罗里达州总GDP的14%，排名全州第一，并位列全美第十四位，经济规模相当于希腊全国。该县的劳动参与率达到63.8%（约140万人），高于全美平均水平（62.6%）和佛罗里达州的平均水平（58.5%）。从2018年到2023年，该县的就业增长率达到6.7%，比全国平均就业增长率高出3.1个百分点。迈阿密-戴德县的经济高度多元化，涵盖国际贸易、金融、旅游以及快速发展的科技产业。迈阿密不仅是美国第六大最受外国企业青睐的城市，同时也是全球外籍人口比例最高的城市之一，58.3%的居民为外国出生。由于其独特的地理位置和人口构成，迈阿密成为拉丁美洲、加勒比地区与美国之间的重要桥梁。
国际贸易是迈阿密经济的核心支柱之一。迈阿密-戴德县拥有世界级的航空和海运基础设施，使其成为南北美洲之间的物流中心。迈阿密国际机场承担了美国飞往南美洲43%的航班，同时也是全球最繁忙的国际货运机场之一，占美国所有进出口拉美和加勒比地区航空货运的82%和76%。此外，该县拥有1200家跨国公司在此设立拉美地区总部，佛罗里达州超过70%的出口商品流向南美地区，而迈阿密海关区的总贸易额在2023年达到了1370亿美元，占佛罗里达州双向贸易的三分之二。此外，迈阿密港是世界上最繁忙的邮轮港口之一，也是重要的货运港口。整个贸易和物流行业在该县直接提供了30,000个本地就业岗位，并提供约34万个相关行业的就业机会。
迈阿密长期以来以其旅游业闻名，每年吸引大量国际游客。该县不仅拥有壮丽的海滩和温暖的气候，还因其邮轮产业而享誉全球。全球三大邮轮公司——嘉年华集团、皇家加勒比國際遊輪和挪威邮轮均将总部设在迈阿密。此外，洲际酒店集团、希尔顿国际、雷迪森酒店和凯悦酒店等酒店品牌均在此设有区域办事处。迈阿密也是国际商务会议、销售展览和高层外交活动的热门举办地。
迈阿密是美国第七大金融中心，拥有60多家国际银行，是美国除纽约市以外最大的银行中心，迈阿密的私人银行业拥有超过1200亿美元的资产管理规模。对冲基金和证券交易公司城堡投资的总部位于迈阿密布里克尔；Point72资产管理、阿波罗全球管理、黑石集团等金融机构亦在迈阿密-戴德县设有办公室。此外，近年来，迈阿密吸引了大量金融科技企业，已有约500家金融科技公司入驻，使其成为金融技术创新的中心之一。生命科学和医疗保健行业在迈阿密-戴德县也具有重要地位，包括生物技术、制药、医疗设备、健康科技和医疗服务等领域。
迈阿密-戴德县吸引了众多企业在此设立总部或区域办事处。其中，汉堡王、莱纳、莱德系统等公司均在县内设有总部。惠普、阿斯利康、高雅食品和佳美航空食品等公司也在该县设有拉美地区总部。亿客行集团、艾玛迪斯信息科技在迈阿密设有办事处。此外，部分航空公司，如百夫长航空货运、佛罗里达西部国际航空、IBC航空和大西洋世界航空，也在迈阿密国际机场附近设有总部。

## 交通

### 公共交通
迈阿密-戴德运输（MDT）是全美第14大、佛罗里达州最大的公共交通系统，提供四种公共交通服务：都会巴士（Metrobus）、迈阿密地铁（Metrorail）、都会旅客捷运系统（Metromover）和特殊交通服务（STS复康巴士）。
都会巴士系统覆盖迈阿密-戴德县全境，并延伸至门罗县和布劳沃德县的部分地区，共设有91条固定路线，由816辆巴士运营。此外，还有两条承包线路由7辆巴士提供服务。此外，迈阿密-戴德县内的多个城市也独立地或与MDT合作营运免费乘搭的仿古铛铛车（Trolley），提供短程接驳服务，主要城市包括阿文图拉、珊瑚台、多拉、海厄利亚、霍姆斯特德、迈阿密、迈阿密海滩、迈阿密加登斯、北迈阿密海滩和阳光岛海滩等。其中，霍姆斯特德的铛铛车还提供季节性路线，连接至比斯坎国家公园和大沼泽地国家公园。此外，MDT还与布劳沃德县和蒙罗县的交通系统合作，提供跨县巴士连接服务。
迈阿密-戴德县的铁路交通由迈阿密地铁、都會旅客捷運系統、三县铁路（Tri-Rail）、光亮线（Brightline）和美铁（Amtrak）共同组成。迈阿密地铁是的高运量重型铁路标准的捷运系统，共有两条线路和23个车站。都會旅客捷運系統是全自动捷运系统，共有三条线路和21个车站，覆盖迈阿密市中心、布里克爾、公园西区和艺术与娱乐区，全线免费乘搭。三县铁路是连接迈阿密-戴德、布劳沃德和棕榈滩三个县的通勤铁路系统，也是是佛州仅有的两条公共区域通勤铁路之一，由南佛罗里达地区交通管理局（SFRTA）运营；三县铁路在迈阿密-戴德县境内为迈阿密中心、迈阿密机场、海厄利亚市场、地铁换乘、奥帕洛卡、戈登格莱兹六个车站提供服务。此外，光亮线是连接迈阿密和奥兰多的私营城际铁路，也是佛州唯一一条最高速度可达125英里/小时（200公里/小时）的准高速铁路，全程行车时间约3小时30分钟。迈阿密-戴德县的长途铁路客运服务由美国国家铁路客运公司提供，营运着纽约至迈阿密的银色流星号，以及芝加哥至迈阿密的佛罗里达人号两对长途列车。
迈阿密-戴德县拥有多个重要的交通枢纽，其中迈阿密联运中心位于迈阿密国际机场附近，是集地铁、通勤铁路、市内巴士、长途巴士和租车服务于一体的大型枢纽，并通过自动旅客捷運系統（MIA Mover）连接邁亞密國際機場。此外，位于迈阿密市中心的迈阿密中心站（MiamiCentral）是光亮线城际铁路和三县通勤铁路的交汇点，站内包含办公、商业、住宅等多功能空间，并通过行人天桥连接政府中心站，衔接地铁和都會旅客捷運系統。

### 机场
迈阿密国际机场（IATA代码：MIA）位于迈阿密-戴德县中部的非建制区域，是迈阿密地区的主要国际机场，也是全球最繁忙的国际机场之一。该机场年旅客吞吐量超过3500万人次，是美国航空的第三大枢纽及其通往拉丁美洲和加勒比地区的主要门户。迈阿密国际机场同时也是美国第三大国际入境口岸，仅次于纽约肯尼迪国际机场和洛杉矶国际机场，在全球排名第七。迈阿密国际机场的国际航线网络覆盖广泛，提供飞往北美、南美、欧洲、亚洲和中东等70多个国际城市的直飞航班。
除了迈阿密国际机场，迈阿密-戴德县还有多个民用机场。迈阿密-欧帕洛卡行政机场（IATA代码：OPF）位于县域西北部，兼具民用和军事用途，主要服务于公务航空和私人飞机。迈阿密水上飞机基地（IATA代码：MPB）位于沃森岛，靠近迈阿密市中心，是一个专门服务于水上飞机的公共机场，提供短途航空旅行和观光飞行服务。迈阿密行政机场（IATA代码：TMB），原名肯德尔-塔米亚米行政机场，是一个位于县域西南部的公共机场，主要用于公务航空和飞行培训。霍姆斯特德通用航空机场（FAA识别码：X51）位于霍姆斯特德西北部，为迈阿密-戴德县南部提供通用航空服务，适用于私人飞机和通勤航班。戴德-柯里尔训练及过渡机场（IATA代码：TNT）坐落于佛罗里达大沼泽地内，尽管地理上位于科利尔县，但归迈阿密-戴德县政府所有，该机场主要用于飞行训练和特殊航空任务。

### 道路系统
根据佛罗里达州交通部的功能分类标准，迈阿密-戴德县拥有11条主要干道，这些道路构成了县内重要的交通网络。其中，95号州际公路（I-95）是主要的南北向高速公路，从迈阿密市中心的布里克尔南部出发，向北延伸至布劳沃德县。此外，棕榈大道高速公路（SR 826）、75号州际公路（I-75／SR 93）和佛罗里达收费公路（SR 91／SR 821）也是贯穿迈阿密-戴德县的重要高速公路。此外，迈阿密市中心还有两条次级高速公路：195号州际公路（I-195）和395号州际公路（I-395）。
迈阿密-戴德县的收费公路涉及多个管理机构。由迈阿密公路管理局（GMX）管理的收费公路共有五条：海豚高速公路（SR 836）、格雷特尼高速公路（SR 924）、机场高速公路（SR 112）、唐·舒拉高速公路（SR 874）和鳄鱼溪高速公路（SR 878）。佛罗里达收费公路则由佛罗里达州交通部（FDOT）营运。所有的收费公路均采用电子收费系统，驾驶者需使用SunPass或按车牌收费（Toll-by-Plate）方式支付通行费。
此外，一些重要的州级公路也构成了迈阿密的交通网络，例如A1A号州道（柯林斯大道）、9号州道（西北第27大道）、94号州道（肯德尔大道）、817号州道（大学大道）、823号州道（火烈鸟路）和907号州道（奥尔顿路）。县内还有多条美国国道穿越，包括1号美国国道（比斯坎大道/迪克西公路）、27号美国国道（奥基乔比公路）、41号美国国道（塔米亚米公路）和441号美国国道（西北第七大道）。
迈阿密-戴德县的市区道路系统以街道格网为基础，整体布局从迈阿密市中心向外扩展。其中，佛拉格勒街（Flagler Street）为东西向的基准街道，迈阿密大道（Miami Avenue）为南北向的基准街道，基于这一象限构成了迈阿密-戴德县的街道命名系统：佛拉格勒街以北、西侧的地址带有“西北”（NW）前缀，例如西北第27大道（NW 27th Avenue）；佛拉格勒街以南、西侧的地址带有“西南”（SW）前缀；东南（SE）和东北（NE）象限的规模相对较小，但仍采用相同的命名规则。尽管这一街道格网系统直观且易于导航，但迈阿密-戴德县的部分城市采用了不同的街道编号或命名系统，增加了一定的复杂性。例如海厄利亚使用完全不同的街道编号系统；科勒尔盖布尔斯和迈阿密湖主要采用街道名称而非编号；佛罗里达城和霍姆斯特德在使用县级格网系统的同时，还结合了自己的编号方式；迈阿密海滩、瑟夫赛德、巴尔港、阳光岛和黄金滩的道路编号与县的格网系统一致，但主要街道仍然采用名称而非编号。

## 教育
在佛罗里达州，每个县同时也是一个学区，迈阿密-戴德县公立学校是该县的官方公立教育系统。该学区由一个独立选举产生的学区委员会管理，并由委员会任命的教育总监负责日常运营。2023年，迈阿密-戴德县公立学校是全美第三大公立学区。公立学校体系涵盖多个教育阶段，在2024~2025年度学年，迈阿密-戴德县公立学校包括158所小学、48所初中、64所高中、59所八年制学校（K-8）、119所磁性学校、160所特许学校（包括48所小学、28所初中、36所高中、35所八年制学校、17所合并学校、3所线上学校）、20所另类学校、4所特殊教育中心、21所技术学院/成人教育中心、2所线上学校。
在2022~2023年度学年，公立学校学生群体的族裔构成主要为拉丁裔（74.6%），其次是非裔（17.4%）、白人（6.2%）、亚裔（1.1%），以及少数混血和其他族裔的学生。在经济状况方面，42.4%的学生来自经济困难家庭，并符合联邦政府的校餐减免计划的资格。此外，学区内96.2%的教师持有教学许可证，师生比例为1:20，高于全州平均水平。56%的小学生在阅读方面达到或超过熟练水平，数学科目则达到58%。对于初中生，阅读和数学的熟练率均为53%。高中生在阅读方面的熟练率同样为53%，但数学科目熟练率较低，仅为43%。在财政方面，该学区的年度总预算为43.25亿美元，平均每名学生的花费为11,237美元。其中，71.28亿美元用于教学，37.11亿美元用于支援服务，其他开支为3.91亿美元。
2023年3月23日，州长罗恩·德桑蒂斯签署了《学校选择法案》（School Choice Bill），为全州的学生提供政府资助的學券或储蓄账户，以支持他们进入不同类型的学校学习，家长对学校选择权的进一步扩大。该法案受到部分家长和教育机构的欢迎，但公共教育支持者担忧这可能会导致公立学校的资金减少，从而影响学校资源和教育质量。迈阿密-戴德县公立学校也在积极探索创新教育模式，与当地企业和组织建立合作关系，迈阿密-戴德县也是全美第一个设立“学区管理特许学校”（District-Managed Charter School）的地区，该模式允许非营利组织使用公共资金开办学校，同时由公立学区管理，特许学校被承认为公立学校，以实现更大的教育自主权和创新性。

## 文娱设施

### 博物馆
- 巴斯艺术博物馆（Bass Museum of Art）
- 珊瑚城堡（Coral Castle）
- 科勒尔盖布尔斯博物馆（Coral Gables Museum）
- 费尔柴尔德热带植物园（Fairchild Tropical Botanic Garden）
- 弗罗斯特艺术博物馆（Frost Art Museum）
- 黄金海岸铁路博物馆（Gold Coast Railroad Museum）
- 迈阿密历史博物馆（HistoryMiami）
- 佛罗里达犹太博物馆（Jewish Museum of Florida）
- 洛厄艺术博物馆（Lowe Art Museum）
- 迈阿密儿童博物馆（Miami Children's Museum）
- 当代艺术博物馆（Museum of Contemporary Art）
- 佩雷斯艺术博物馆（Pérez Art Museum Miami）
- 菲利普和帕特里夏·弗罗斯特科学博物馆（Phillip and Patricia Frost Museum of Science）
- 维斯盖亚庄园（Vizcaya Museum and Gardens）
- 迈阿密航空博物馆（Wings Over Miami Museum）
- 沃尔夫森博物馆（Wolfsonian）

### 公园及动物园
- 迈阿密动物园（Zoo Miami）
- 热带公园（Tropical Park）
- 海滨公园（Bayfront Park）
- 巴纳克尔历史州立公园（The Barnacle Historic State Park）
- 博物馆公园（Museum Park）
- 克兰登公园（Crandon Park）
- 比尔·巴格斯佛罗里达州立公园（Bill Baggs Cape Florida State Park）
- 奥莱塔河州立公园（Oleta River State Park）
- 大沼泽地国家公园（Everglades National Park）
- 比斯坎国家公园（Biscayne National Park）
- 丛林岛（Jungle Island）
- 迈阿密海洋水族馆（Miami Seaquarium）
- 猴子丛林（Monkey Jungle）

### 表演场地
- 阿德里安·阿什特表演艺术中心（Adrienne Arsht Center for the Performing Arts）
- 古西班牙修道院（Ancient Spanish Monastery）
- 柯洛尼剧院（Colony Theatre）
- 佛罗里达大歌剧院（Florida Grand Opera）
- 古斯曼表演艺术中心（Gusman Center for the Performing Arts）
- 沃特海姆表演艺术中心（Wertheim Performing Arts Center）

### 体育场地
- 硬石体育场（Hard Rock Stadium）
- 龍帝霸公園球場（LoanDepot Park）
- 卡西亞中心（Kaseya Center）
- 克兰登公园网球中心（Tennis Center at Crandon Park）
- 皮普体育场（Pitbull Stadium）
- 海洋银行会议中心（Ocean Bank Convocation Center）
- 佛罗里达国际大学棒球场（FIU Baseball Stadium）
- 沃茨科中心（Watsco Center）
- 亚历克斯·罗德里格斯公园（Alex Rodriguez Park at Mark Light Field）
- 科布体育场（Cobb Stadium）
- 热带公园体育场（Tropical Park Stadium）
- 霍姆斯特德-迈阿密赛道（Homestead-Miami Speedway）
- 考尔德赛马场（Calder Race Course）
- 海厄利亚公园赛马场（Hialeah Park Race Track）

## 姊妹城市
迈阿密-戴德县的姊妹城市包括：
- 法國普罗旺斯地区艾克斯
- 義大利阿斯蒂省
- 巴拉圭亚松森
- 巴哈马巴哈马
- 南非开普敦
- 爱尔兰科克郡
- 巴西库里蒂巴
- 塞内加尔达喀尔
- 大南方城市联盟（西班牙语：Mancomunidad Gran Ciudad del Sur）
- 智利伊基克
- 牙买加金斯敦
- 西班牙马德里
- 乌拉圭马尔多纳多
- 阿根廷门多萨省
- 委內瑞拉莫纳加斯州
- 臺灣新北市
- 苏里南帕拉马里博
- 哥伦比亚佩雷拉
- 海地小戈阿沃
- 捷克布拉格
- 圣何塞
- 圣佩德罗-德马科里斯
- 玻利维亚圣克鲁斯省
- 圣多明各
- 巴西圣保罗
- 瑞典斯德哥尔摩省
- 以色列特拉维夫
- 西班牙特内里费
- 墨西哥韦拉克鲁斯
- 義大利维亚雷焦